# 卢河畔雷恩
卢河畔雷恩（法語：Rennes-sur-Loue，法語發音：[ʁɛn syʁ lu]）是法国杜省的一个市镇，属于贝桑松区。

## 地理
卢河畔雷恩（47°0'44"N, 5°51'10"E）面积5.5 平方千米，位于法国勃艮第-弗朗什-孔泰大區杜省，该省份为法国东部内陆省份，北起上索恩省，西接汝拉省，东部及东南部与瑞士接壤，东北部与贝尔福地区省接壤。
与卢河畔雷恩接壤的市镇（或旧市镇、城区）包括：谢村、格朗日德韦夫尔、比法尔、比村、菲略斯河畔拉沙佩勒、莱内港。

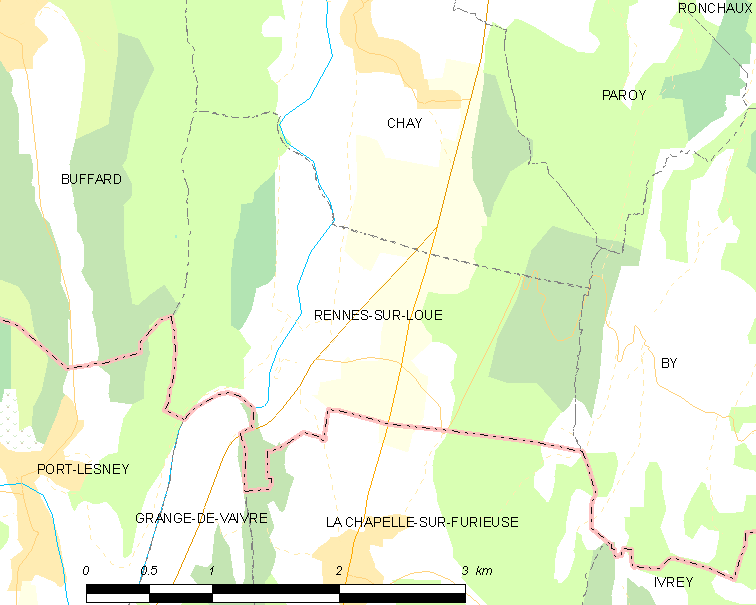
卢河畔雷恩的OSM定位图

卢河畔雷恩的时区为UTC+01:00、UTC+02:00（夏令时）。

## 行政
卢河畔雷恩的邮政编码为25440，INSEE市镇编码为25488。

## 政治
卢河畔雷恩所属的省级选区为圣维特县。

## 人口

1962-2008年间卢河畔雷恩人口变化图示

卢河畔雷恩于2022年1月1日时的人口数量为107人。